# Pararge xiphioides
Pararge xiphioides är en fjärilsart som beskrevs av Otto Staudinger 1871. Pararge xiphioides ingår i släktet Pararge och familjen praktfjärilar. IUCN kategoriserar arten globalt som livskraftig. Inga underarter finns listade i Catalogue of Life.

## Bildgalleri

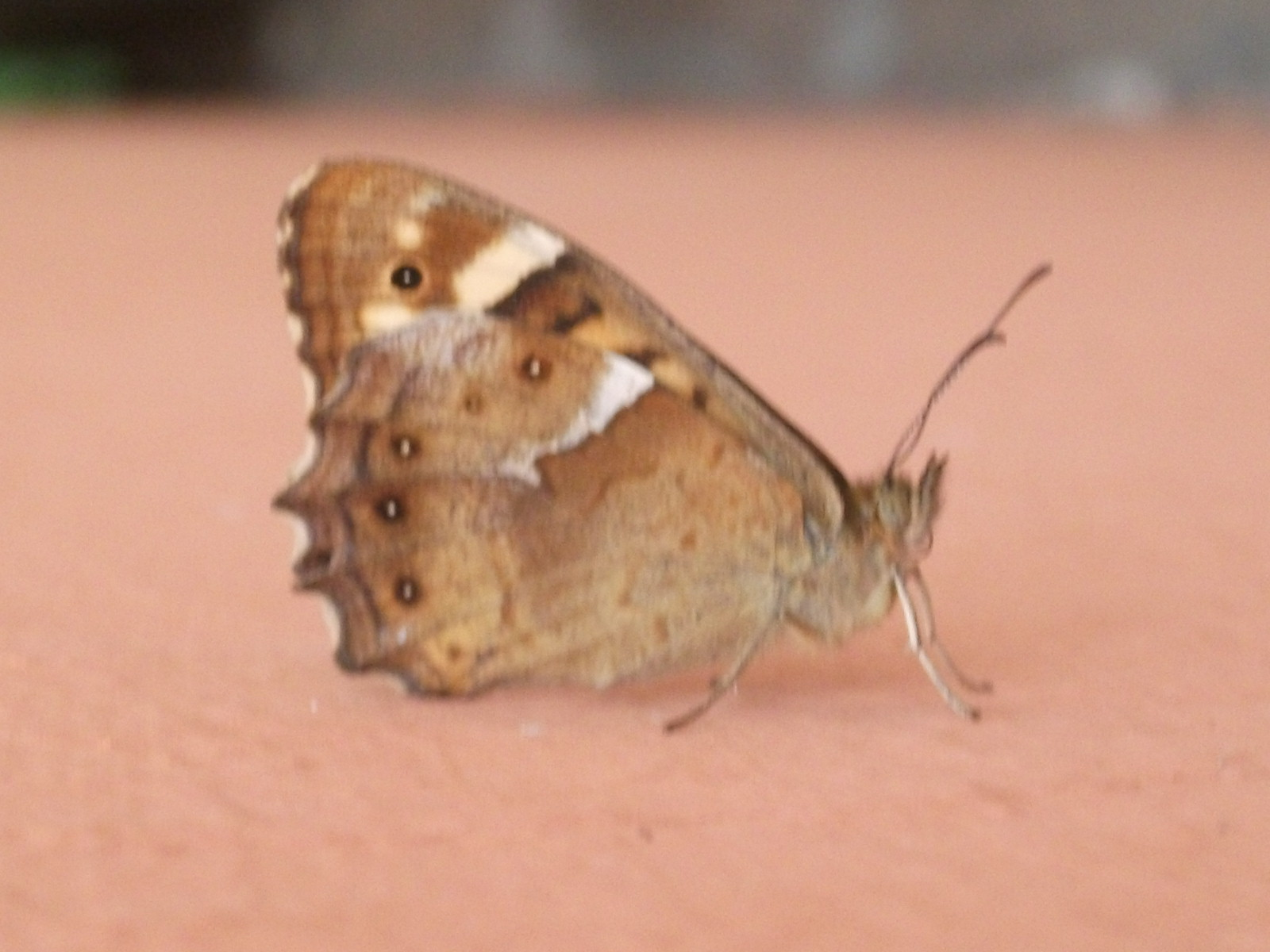
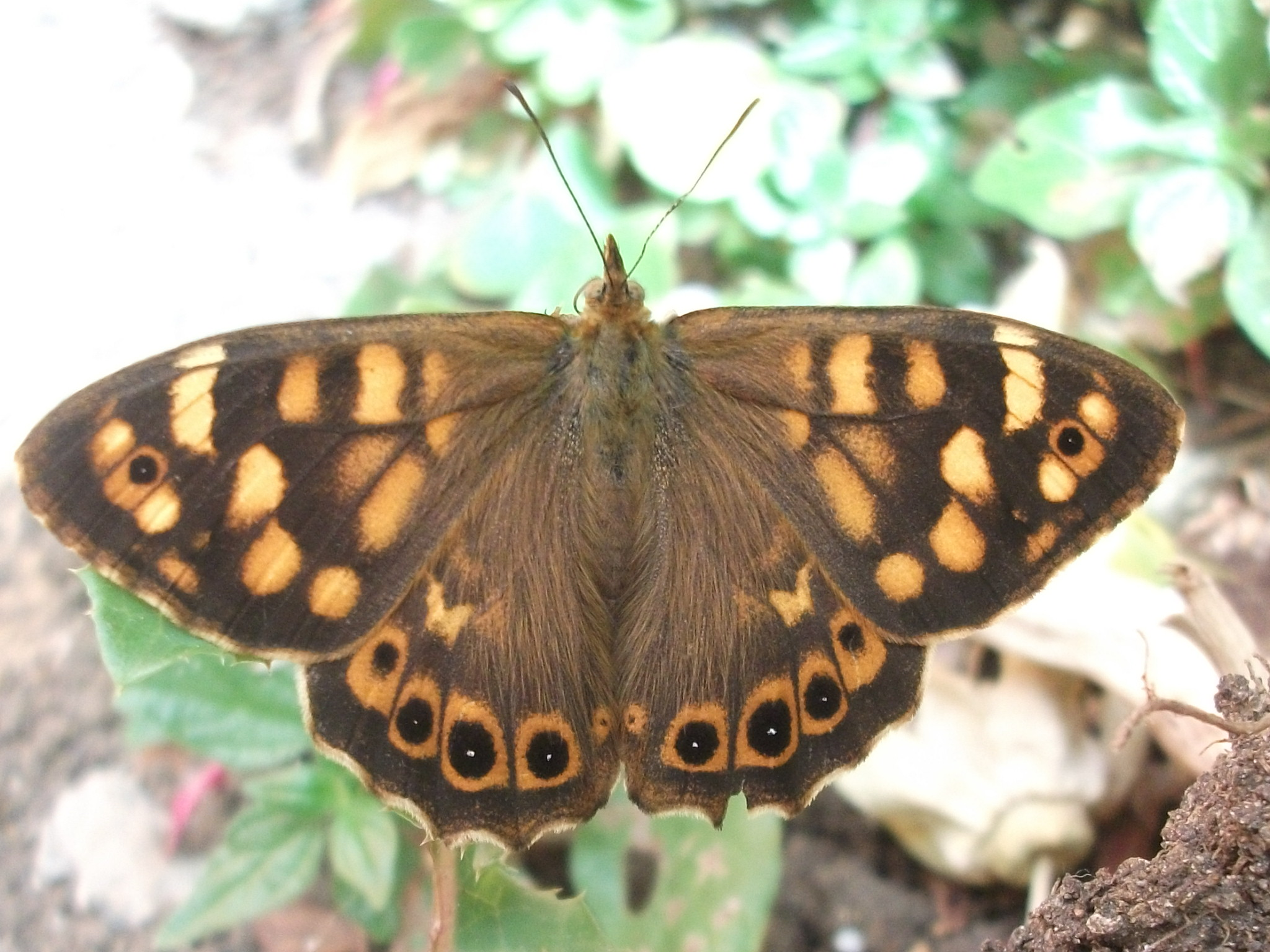
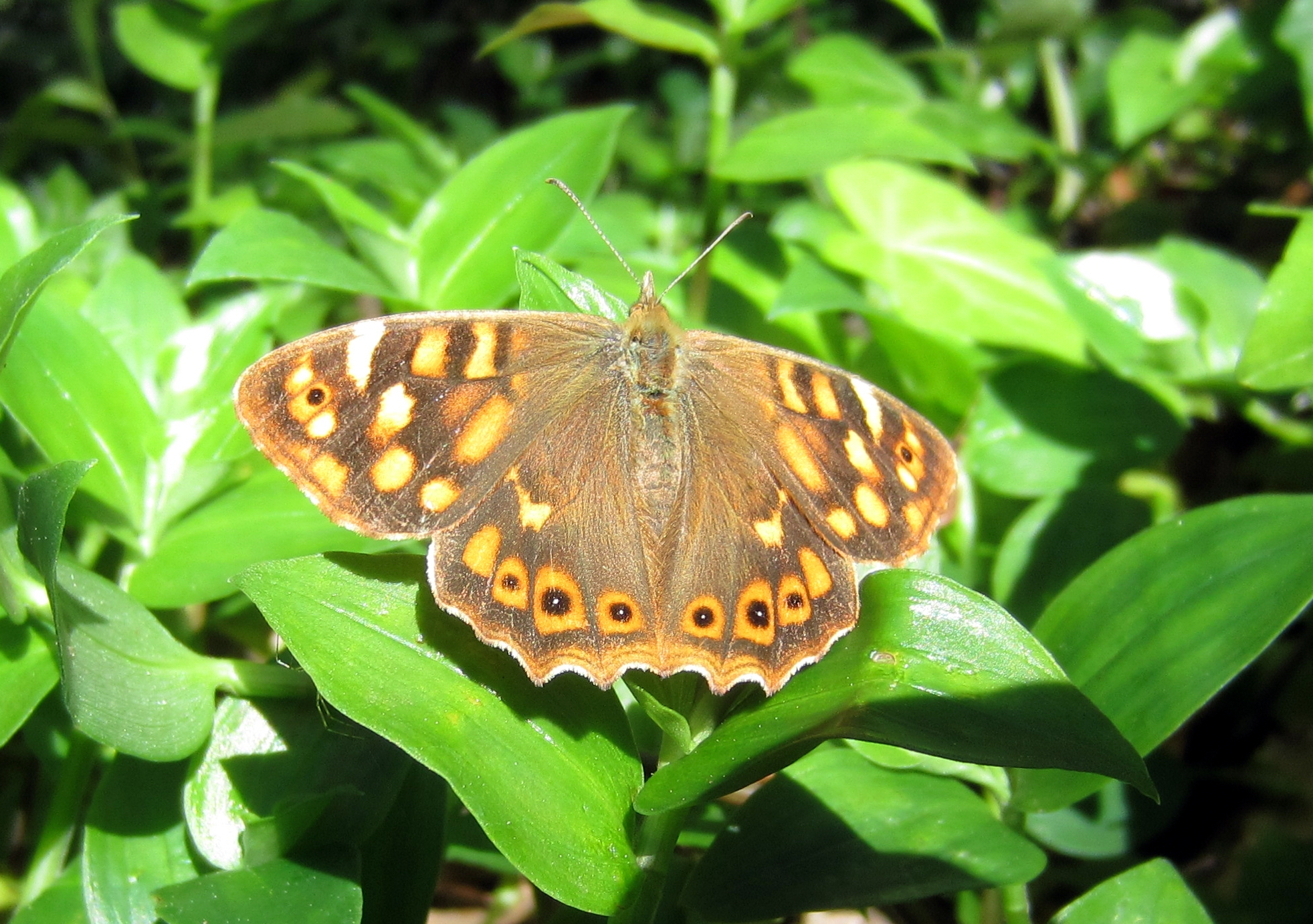
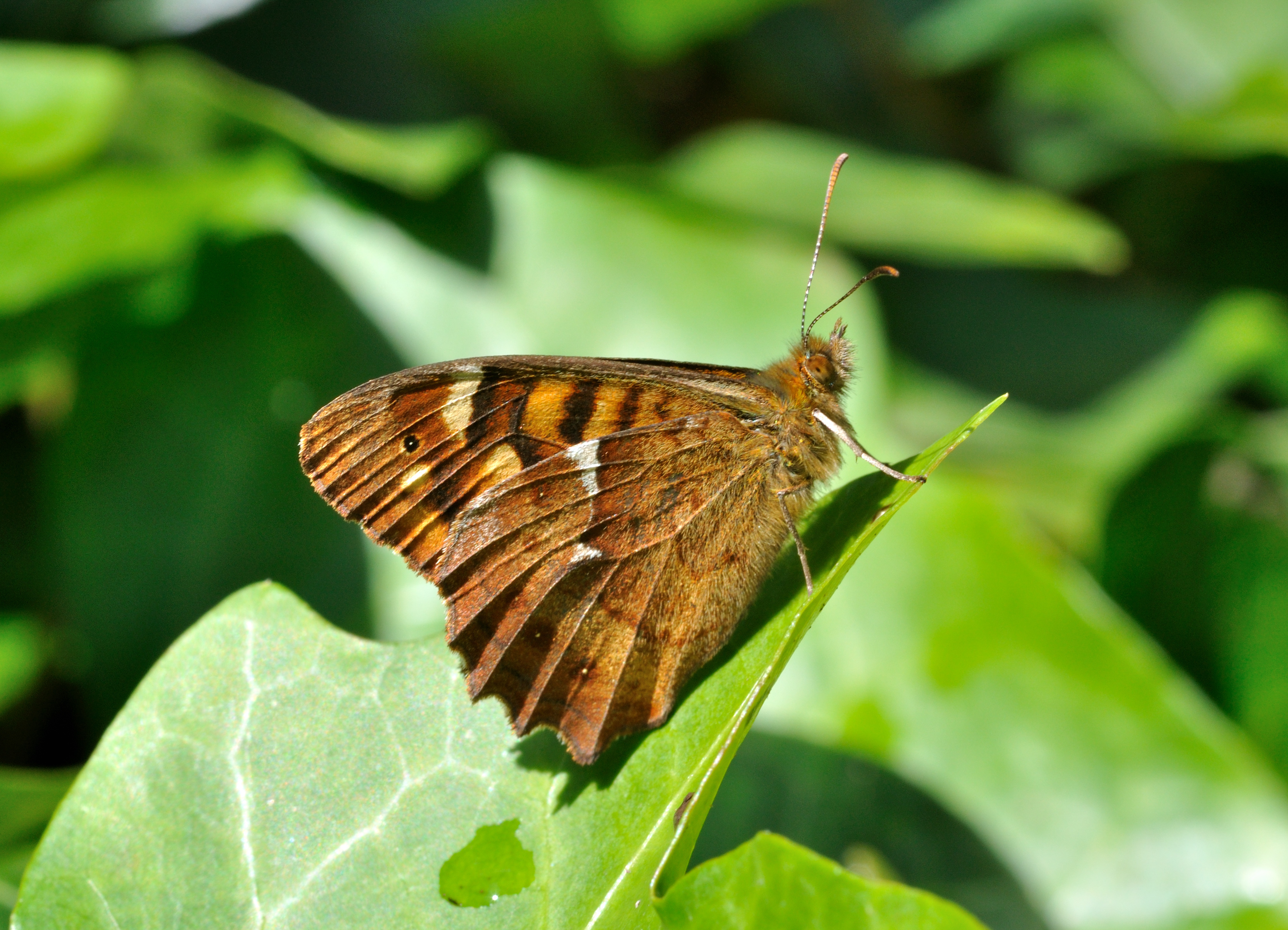
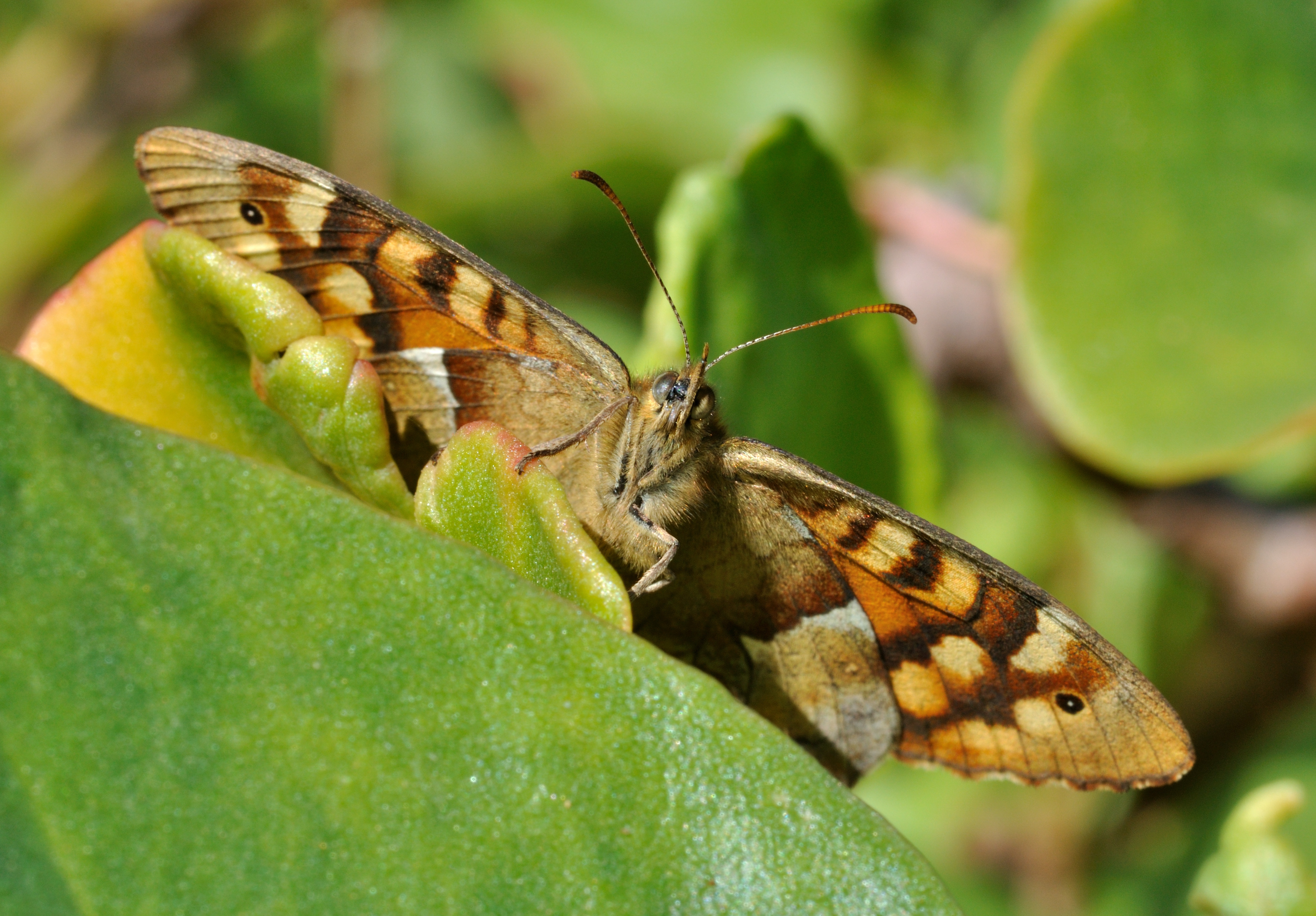
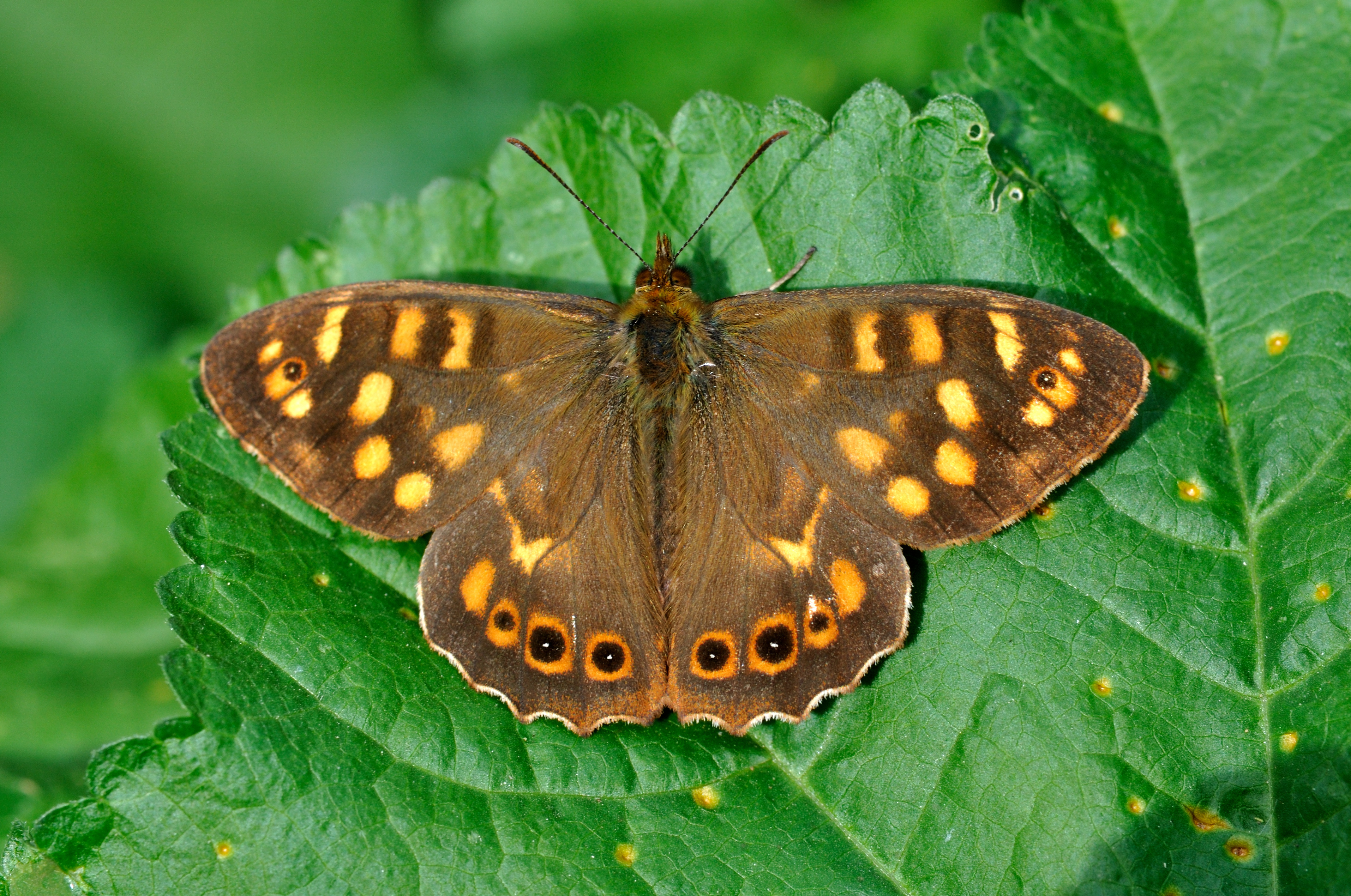